# 8903 Paulcruikshank
A 8903 Paulcruikshank (ideiglenes jelöléssel (8903) 1995 UB7) a Naprendszer kisbolygóövében található aszteroida. Y. Shimizu, Urata Takesi fedezte fel 1995. október 26-án.